# Naruto: ¡Torneo de combates mixtos!
Naruto: ¡Torneo de combates mixtos! (ついに激突！上忍VS下忍！！無差別大乱戦大会開催！！ Tsuini gekitotsu! Jōnin tai Genin!! Musabetsu dairansen taikai kaisai!!?) es una OVA basada en el anime y manga Naruto. Esta OVA vino como extra en el videojuego Naruto: Narutimate Hero 3 (Ultimate Ninja 3, en Estados Unidos) de PlayStation 2. Tiene una duración de 26 minutos. Su historia se sitúa después de que Naruto y Sasuke aprendren el Rasengan y el Chidori, respectivamente y antes de la huida de Sasuke con Orochimaru.
La historia se desarrolla en la Aldea Oculta de Konoha. En ella, Tsunade anuncia un torneo, al que llegarán, pasando una eliminatoria. Esta consiste en que cada ninja, posee un cristal. 
Según transcurre la eliminatoria, hay algunos que tiran el cristal o lo esconden porque no les interesa el torneo. Otro, simplemente, mientras luchan lo pierden y así van quedando todos tirados por la aldea.
Mientras, Naruto, se va recorriendo toda la aldea y va presenciando combates. Su objetivo es darle una paliza a Kakashi, su maestro. Una vez lo encuentra, se junta con Sasuke para derrotarlo. Pero en la lucha, Kakashi le roba su cristal.

## Argumento
Tsunade inauguró un gran evento, nada más y nada menos que un torneo especial, en el que los ninja podrían moverse de un lado a otro libremente siempre y cuando no salieran de la aldea, con el objetivo de encontrarse con un oponente y pelear por los cristales, el torneo constaba en 2 fases, la primera eran las eliminatorias y la segunda es ronda final. El ganador tendría el derecho de crear una regla para la aldea, es decir, se le cumplía casi cualquier deseo al vencedor, pudiendo bajar los precios en la tienda de ramen, firmar una alianza con la Aldea de la Arena, etc.
Durante el torneo están prohibidas las misiones. Existe un receso en el que se pueden hacer misiones, y es cuando se acaban las eliminatorias. Los que hubieran alcanzado los 60 puntos, participarían en la ronda final, cuyo objetivo es conseguir tantos cristales como sea posible, y al acabarse el tiempo, los 2 ninja con mayor cantidad de cristales, se enfrentarían en un combate. Después de varias peleas contra diversos ninja, Naruto, para sorpresa de todos, llega a la final, y se enfrenta contra Kakashi.
Al final de una intensa pelea con Kakashi, Naruto cae derrotado, sin embargo, tras comprobar la fuerza de Naruto, Kakashi decide rendirse, pues cree que Naruto merece la victoria. 
El sueño de Naruto se cumple, pero a diferencia de lo que él esperaba, le tocó pasar aprobando documentos toda la semana mientras Tsunade se daba un descanso en las aguas termales, el juego termina con el grito de un desesperado Naruto pidiéndole ayuda a Tsunade, pues ser Hokage es más difícil de lo que creía.
La OVA alcanza la parte en la que Kakashi le quita el cristal a Naruto. Lo que sigue, sólo se ve en el final del modo historia del juego.

## Los cristales
En el torneo participaban Gennin, Chunnin, Jounin e incluso Jiraiya (este último no peleo, estaba muy ocupado "consiguiendo información"). A los Gennin se les daban cristales de color azul, y a los demás cristales rojos. Los cristales azules tenían el valor de un punto, y los rojos el de 5 puntos. Lo interesante del torneo, era que los Gennin podían retar a los Jounin y viceversa. En la ronda de eliminatorias, había que obtener un total de por lo menos 60 puntos para pasar. En el desarrollo de la ova, se puede ver como diversos personajes pierden sus cristales, los mismos que se podrán hallar en el juego.

## Peleas
Menores
- Naruto vs Kiba
- Naruto vs Kankuro
- Naruto vs Lee
- Naruto y Shikamaru vs Temari y Kankuro
- Naruto vs Gaara (primera pelea)
- Minigame Tenten
- Naruto vs Shino
- Sakura vs Ino
- Shino vs Kankuro

Importantes
- Naruto y Sasuke vs Kakashi

Una difícil pelea en la que demostrando una vez más su increíble capacidad para trabajar en equipo, Naruto y Sasuke sorprenden a Kakashi primero con el Kage Bunshin de Naruto, entre el humo Sasuke le lanza el Gokakyuu no jutsu, pero todos estos son solo una distracción, pues el verdadero objetivo es atacar a Kakashi con el Chidori y el Rasengan, razón por la cual Kakashi se vio forzado a usar su Sharingan, pero la satisfacción de Kakashi duró poco, pues, apenas fallaron, empezaron a echarse la culpa mutuamente. Kakashi demuestra sus habilidades tras quitarle su cristal a Naruto sin que se diera cuenta (en la ova le quita un cristal, en el juego le quita 3).
- Naruto vs Neji

Después de una difícil pelea, ambos están arrodillados y cansados, entonces Neji cae después de reconocer la fuerza de Naruto. En un video distinto, en el que se encuentran Neji y Naruto en el campo de entrenamiento, comienzan a hablar:
Naruto: Te entrenas mucho aquí, ¿cierto?
Neji: Si
Naruto: Eso hace que seas tan fuerte
Neji(murmurando): Y aun así nunca he podido derrotarte
Naruto: ¿Dijiste algo?
Neji: No, nada
- Naruto vs Gaara (segunda pelea)

En la primera pelea, Gaara ahorro sus energías, pero en la segunda, Gaara está dispuesto a hacer cualquier cosa por vencer a Naruto, que a su vez Naruto hará cualquier cosa por vencer a Gaara.
Tras una difícil pelea en la que parecía que Naruto estaba más cansado, Gaara simplemente le entrega los cristales, y antes de irse Naruto sorprendido pregunta:
Naruto: ¡¿Pero que?! 
Gaara:...
- Naruto vs Sasuke

Una difícil pelea, en la que Naruto sale ganador, pero cuando Sasuke se disponía a dar el contraataque, llegan Ino y Sakura, razón por la cual Sasuke se ve forzado a huir, y justo en ese momento se acaba la ronda final, pero Naruto se convierte en Kyubi y Sasuke también uso la Marca de Maldición que trae, como en la Segunda Prueba de los Exámenes Chunin, y los dos pelean.
- Naruto vs Kakashi (segunda pelea)

Naruto confiado, ataca a Kakashi, que fácilmente lo engaña con un Kage Bunshin y lo golpea por la espalda. Naruto parece derrotado, pero entonces un grito de animo de Iruka lo hace reaccionar, luego, todo el público comienza a apoyar a Naruto, que ataca a Kakashi con todas sus fuerzas, sin éxito. A pesar de ser vencedor, Kakashi se rinde, ganando Naruto el torneo.
Final
- Naruto vs Kakashi

### Reglas
Algunas de las reglas que querían poner los ninja eran:
- Gaara, Temari, Kankuro y Baki

Firmar una alianza con la Aldea de la Arena.
- Rock lee

Toda la aldea debería lucir las cejas de su sensei.
- Anko

Una regla en la que Naruto debería ser sacrificado, se ignora si era una broma o si lo decía en serio.
- Shizune

Toda la aldea debería aprender las artes médicas básicas.
- Sakura

Crearía el "Día del adorable Sasuke" en su día de cumpleaños (en el de Sakura) y que nadie se le acercara a Sasuke más que ella solamente y que Sasuke en su cumpleaños le diera un beso cada año.
- Sasuke

Que todos respeten al clan Uchiha.
- Tenten

Todos deberían practicar y dominar por lo menos un arma ninja a la perfección.
- Naruto

Cambiaría de puestos con Tsunade y que el ramen fuera gratis para él.
- Datos: Q6038325